# Autoroute M37
Pour les articles homonymes, voir M37.
L’autoroute M37 est une des plus importantes autoroutes du Turkménistan. Correspondant à la partie turkmène de la route européenne E60 (reliant Brest à Irkeshtam, au Kirghizistan), elle dessert les villes de Garabogaz (Bekdash), de Türkmenbaşy, d'Achgabat ou encore de Turkmenabat, à la frontière avec l'Ouzbékistan.
L'autoroute traverse successivement les abords de Garabogaz (au nord-ouest du pays) et de Türkmenbaşy avant de bifurquer à l'est en direction de Dzhanga, Dzhebel, Balkanabat, Gumdag, Kazandzhik, Serdar, Bäherden, Gök Tepe et de rejoindre Achgabat, capitale et principale agglomération du pays. 
Le tracé de l'autoroute se poursuit ensuite en direction de Gämi, Annau, Jashlyk, Artyk, Kaakhka, Karakhan, Dushak, Tejen, Hanhowuz, Mary, remontant ensuite vers le nord et le désert du Karakoum. Après avoir longé la réserve naturelle de Repetek, l'autoroute arrive à Komsomolsk, Turkmenabat, Farab, passe l'Amou-Daria et se poursuit en Ouzbékistan.